# Platyptilia pauliani
Platyptilia pauliani là một loài bướm đêm thuộc họ Pterophoridae. Nó được tìm thấy ở Madagascar.
Ấu trùng ăn các loài Calendula và Emilia citrina.